# Poletna liga Rudi Hiti 2005
Poletna liga Rudi Hiti 2005 je bil trinajsti turnir Poletna liga Rudi Hiti, ki je potekal med 27. in 28. avgustom 2005 v Ledeni dvorani na Bledu. V konkurenci klubov EC VSV, ZM Olimpija, Acroni Jesenice in KHL Medveščak so zmagale Acroni Jesenice.

## Tekme

### Polfinale
| 27. avgust 2005 | EC VSV | 9:1 | KHL Medveščak | Ledena dvorana, Bled |

| Poročilo tekme | Poročilo tekme                                                                                          | Poročilo tekme  | Poročilo tekme | Poročilo tekme |
| -------------- | --- | --------------- | -------------- | -------------- |
|                | Hohenberger 01 Scoville 05 Kaspitz 10 Herzog 22 Bousquet 28 Lanzinger 30 Lanzinger 36 Elick 45 Kromp 54 | (3:0, 4:1, 2:0) | 34 Žibret      | Gledalci: 300  |

| 27. avgust 2005 | Acroni Jesenice | 4:0 | ZM Olimpija | Ledena dvorana, Bled |

| Poročilo tekme | Poročilo tekme                               | Poročilo tekme  | Poročilo tekme | Poročilo tekme |
| -------------- | -------------------------------------------- | --------------- | -------------- | -------------- |
|                | Pretnar 21 Polončič 22 Razingar 44 Kranjc 50 | (0:0, 2:0, 2:0) |                | Gledalci: 1500 |

### Za tretje mesto
| 28. avgust 2005 | ZM Olimpija | 3:2 | KHL Medveščak | Ledena dvorana, Bled |

| Poročilo tekme | Poročilo tekme                | Poročilo tekme  | Poročilo tekme       | Poročilo tekme |
| -------------- | ----------------------------- | --------------- | -------------------- | -------------- |
|                | Por 29 M. Hočevar 39 Žemva 59 | (0:0, 2:1, 1:1) | 24 Mlađenović 60 Kos | Gledalci: 200  |

### Finale
| 28. avgust 2005 | Acroni Jesenice | 3:1 | EC VSV | Ledena dvorana, Bled |

| Poročilo tekme | Poročilo tekme                  | Poročilo tekme | Poročilo tekme | Poročilo tekme |
| -------------- | ------------------------------- | -------------- | -------------- | -------------- |
|                | Razingar 19 Žagar 21 Pretnar 30 | (1:0,2:1,0:0)  | 38 Lanzinger   | Gledalci: 1500 |